# Eukaryotická buňka

Schematický model eukaryotické buňky. 1 – jadérko; 2 – jádro; 3 – ribozom; 4 – vezikul; 5 – drsné endoplazmatické retikulum; 6 – Golgiho aparát; 7 – cytoskelet; 8 – hladké endoplazmatické retikulum; 9 – mitochondrie; 10 – vakuola; 11 – cytosol; 12 – lysozom; 13 – centriola

Eukaryotická buňka (eucellula) je buňka vyskytující se u eukaryot, což jsou organizmy, jež mají těla složená z buněk s diferencovaným jádrem a s biomembránovými strukturami. Existují jako samostatné jednobuněčné organismy (prvoci apod.), nebo jako součásti tkání mnohobuněčných organismů (živočichové včetně člověka, rostliny, atp).
Srovnáme-li eukaryotickou (jadernou) a prokaryotickou buňku, zjistíme, že ve srovnání s buňkou prokaryotickou je buňka eukaryotická podstatně větší. Liší se od ní strukturou jádra a jaderných chromozomů a také obsahuje velké množství biomembránových organel. Rozlišujeme eukaryotické buňky hub, rostlin a živočichů.
Na povrchu buněk rostlin a hub je buněčná stěna. Ta je složena u hub z chitinu a u rostlin z celulózy. V případě dřevin se vyskytuje i lignin.
Všechny eukaryotické buňky obsahují cytoskelet (kostra buňky). Tj. systém svazků molekul bílkovin, který je tvořen vlákénky (mikrofilamenty) a trubičkami (mikrotubuly; vlákénka i trubičky se podílí na vzniku dělicího vřeténka při mitóze). Ty v buňce tvoří svazky schopné zkracování a natahování se → pohyb cytoplazmy v buňce.

## Velikost
Buňky eukaryot jsou v průměru desetkrát větší než buňky prokaryotických organismů, ačkoliv toto pravidlo platí jen zhruba. Nejmenší eukaryotické buňky má zelená řasa Ostreococcus tauri, a to přibližně jeden μm, tzn. menší než např. buňka bakterie E. coli. Naopak známe mnohé obrovské eukaryotické buňky. Značných rozměrů dosahují například některé mnohojaderné buňky (třeba nervové buňky) uvnitř těl velkých živočichů, které jsou však neschopné samostatné existence. Také žloutek ve vejcích pštrosa či vyhynulého ptáka Aepyornis dosahuje obrovských rozměrů, ačkoliv před oplozením představuje též jen jedinou buňku. Pokud se však zaměříme na největší buňku schopnou samostatné existence, existují i mimořádně velké jednobuněčné organismy. Velmi velká (až jeden metr) je jednobuněčná zelená řasa rodu Caulerpa. Mnohojaderná plazmodia prvoků, jako je Physarum polycephalum, mohou také dosahovat velikosti několika metrů – zaznamenáni byli jedinci s plochou 5,54 m2.

## Organely eukaryotické buňky
Cytoplazmatická membrána ohraničuje celý živý obsah buňky. Je shodná s ostatními membránami v buňce a selektivně propustná (volně propouští jen molekuly vody). Základem biomembrány je dvojitá vrstva fosfolipidů. C. m. má hydrofilní (vně) a hydrofobní (uvnitř) části a dále pak nepravidelně najdeme vmezeřené molekuly bílkovin, které umožňují průchod molekulám bílkovin.
Cytoplazma je vnitřní prostředí buňky. Je to velmi viskózní, koncentrovaný roztok mnoha malých i velkých molekul. Zcela vyplňuje prostor buňky. Skládá se z vody, enzymů, živin, odpadních látek a plynů.

### Jádro
Jádro neboli nucleus, příp. též karyon je zřetelně ohraničeno od okolní cytoplazmy. Na jeho povrchu je dvojitá biomembrána, tzv. blána jaderná (karyotéka). Membrána jádra není celistvá, ale narušuje jí množství jaderných pórů, které slouží k transportu velkých bílkovinných molekul a celých ribozomů. Fáze mezi dvěma stěnami membrány se nazývá perinukleární prostor.
Karyoplazma je polotekutá hmota vyplňující vnitřek jádra. V ní se nacházejí vláknité útvary zvané chromozomy, které obsahují deoxyribonukleovou kyselinu DNA (nositelka dědičných vlastností). Karyoplazma je v podstatě cytoplazma + DNA (eukaryot. DNA vytváří komplex s bílkovinami).
V jádře se nachází jedno nebo i více jadérek. V nich jsou uloženy geny pro syntézu ribosomální RNA, proto jsou významná při rozmnožování jádra.

### Semiautonomní organely
Mitochondrie - tj. tyčinkovité až vláknité útvary, kterých v buňce bývá až několik set. Jsou opatřeny dvěma fosfolipidovými biomembránami , což je viditelné jen pod elektronovým mikroskopem. Na jejich záhybech - kristách se uskutečňuje buněčné dýchání. Mitochondrie jsou energetickým centrem buňky, přitom energie uvolněná při dýchání pak zabezpečuje životní děje v buňce. Buněčné dýchání probíhá na vnitřní membráně. Mitochondrie také obsahují vlastní kruhovou DNA a proteosyntetický aparát (mitochondriální proteiny jsou syntetizovány v cytoplazmě a mitochondriích buňky).
Plastidy jsou důležité organely rostlinných buněk obsahující různá barviva.
Chloroplasty ohraničuje stroma, tj. dvojitá biomembrána uzavírající bílkovinnou plazmu. V plazmě jsou thylakoidy, tj. síť uzavřených biomembrán. Grana jsou pak tvořena stupňovitě na sebe uloženými thylakoidy a obsahují asimilační barvivo, zelený chlorofyl.
Chromoplasty obsahují červená a žlutá asimilační barviva nerozpustná ve vodě, tzv. karotenoidy a xanthofyly.
Leukoplasty jsou bezbarvé plastidy, v nichž se hromadí zásobní látky jako jsou např. škrob, bílkoviny a lipidy. Leukoplasty najdeme nejčastěji v neosvětlených částech rostliny (kořeny, oddenky).
Nitroplasty jsou řídce se vyskytující (popsány zatím jen u kokolitky Braarudosphaera bigelowii) specifické organely pro fixaci molekulárního dusíku. Vyvinuly se endosymbiózou sinice.

### Ostatní organely
Endoplazmatické retikulum je membránový systém kanálků a trubiček. Produkty E.R. jsou v transportních váčcích dopravovány do Golgiho aparátu. Rozeznáváme:
- E. R. drsné obsahuje ribozomy a probíhá zde syntéza bílkovin.
- E. R. hladké je bez ribozomů. Probíhá zde syntéza cukrů a tuků (sacharidů a lipidů).

Golgiho aparát má tvar paralelně uspořádaných plochých biomembranózních měchýřků (cisteren). Je místem, kde probíhají biochemické reakce enzymaticky upravující látky z E.R. Tzn., že produkty E.R. jsou do G.A. dopraveny v transportních váčcích a následně zde probíhá zahušťování produktů z E.R. a odstraňování metabolitů z těla buňky. V živočišných buňkách jsou v golgiho aparátu upravovány bílkoviny, lipidy a steroidy; v rostlinných buňkách pak bílkoviny a složité sacharidy, jako je např. celulóza.
Lysozomy jsou měchýřky, ve kterých jsou biomembránou uzavřeny trávicí enzymy, podílí se tedy na nitrobuněčném trávení, vznikají tak, že váčky s upravenými látkami opouštějí G.A.
Vakuoly najdeme u buněk rostlin, hub a některých živočichů. Jsou to organely ohraničené jednoduchou membránou, tzv. tonoplast. Uvnitř vakuol je buněčná šťáva (roztok enzymů a dalších látek).

## Rozdíly mezi buňkami mnohobuněčných eukaryot
- Rostliny: Buněčná stěna z celulózy apod., vakuoly jako metabolicky aktivní membránová struktura, chloroplasty, nemají lysozomy. Zásobní látkou je škrob.
- Houby: Buněčná stěna z chitinu, mají vakuoly. Často haploidní, ale i diploidní formy existence. Zásobní látkou je glykogen.
- Živočichové: Nemají buněčnou stěnu. Nejsou zde metabolicky aktivní vakuoly (jen tukové či turgorové ve struně hřbetní), diploidní forma existence. Zásobní látkou je glykogen.